# Astragalus miyalomontis
Astragalus miyalomontis är en ärtväxtart som beskrevs av Pei Chun Qiong Li. Astragalus miyalomontis ingår i släktet vedlar, och familjen ärtväxter. Inga underarter finns listade i Catalogue of Life.